# Shōtoku (prince)
Pour les articles homonymes, voir Shōtoku.
Titres
Prince
Régent

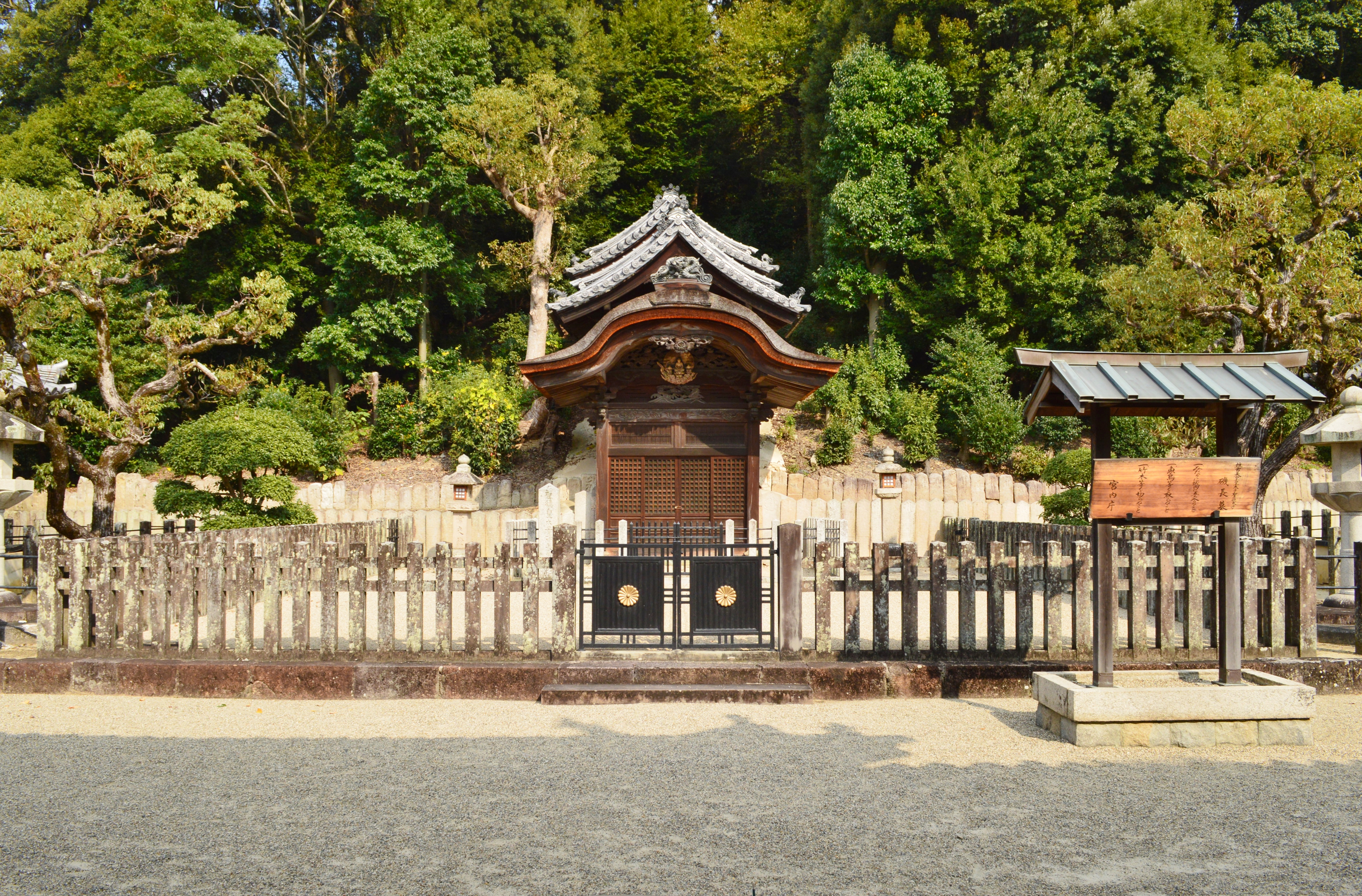
Vue de la sépulture.

Le prince Shōtoku (聖徳太子, Shōtoku Taishi), né le 7 février 574 à Nara et mort le 8 avril 622 est un régent et un homme politique de la Cour impériale du Japon durant la Période d'Asuka. Il joua un rôle majeur dans l'implantation au Japon du bouddhisme et d'éléments de la culture chinoise, notamment l'écriture et le système d'organisation gouvernementale Ritsuryō. Le Nihon shoki, l'une des principales sources biographiques de ce prince, le qualifie en premier de Hijiri (聖, saint).
Au fil des générations, un culte dévotionnel s'est développé autour de lui, en tant que protecteur du Japon, de la famille impériale et du bouddhisme. Des personnalités religieuses clés telles que Saichō, Shinran et d'autres ont revendiqué une inspiration ou des visions attribuées à Shōtoku.
Dès le VIIe siècle, il a été représenté dans de nombreuses œuvres artistiques, peintes, dessinées ou sculptées, et sur des billets de banque japonais au XXe siècle.

## Biographie
Shōtoku naît le 7 février 574 à Nara. Fils aîné de l'empereur Yōmei, il est également connu sous le nom de prince Umayado (厩戸皇子, Umayado no ōjî) ou prince Kamitsumiya (上宮皇子, Kamitsumiya no ōji), est réputé être un enfant prodige. Sa mère était l'impératrice Anahobe no Hashihito (en) (穴穂部間人皇女, Anahobe no Hajihito no himemiko). Ses parents étaient tous deux des enfants de l'empereur Kinmei, mais de mères différentes. Lorsque la première impératrice, Suiko, monta sur le trône, Shōtoku est nommé sesshō (régent) et devient son assistant. Elle devient à la fois sa tante et sa belle-mère, car il épouse sa fille, la princesse Uji no Kahitako.
Selon le Nihon shoki, Shōtoku parvient à mettre en place un gouvernement centralisé durant son règne. En 603, il institue les douze rangs officiels à la cour. La constitution de dix-sept articles, est également promulguée à la même période (elle lui est souvent attribuée, bien qu'aujourd'hui certains spécialistes, se basant sur le style du texte, doutent qu’il en soit l’auteur). En 607, il envoie une délégation dirigée par Ono no Imoko auprès de la dynastie Sui, en Chine,,.
Le prince Shōtoku est surtout connu pour avoir développé le bouddhisme au Japon. On lui doit des  commentaires du Sūtra du Lotus, du Sūtra de Vimalakīrti et du Sūtra Shrimaladevi. Il  ordonne aussi la construction du temple Shi Tennō-ji dans la province de Naniwa (Osaka). Pour accomplir cette construction, il fait venir des membres de la famille Kongō depuis la Corée, et, de cette façon, il joue un rôle central dans la formation de l’entreprise de construction Kongō Gumi, encore active de nos jours, après 1400 ans, cas unique à l’échelle mondiale,,.
Bien qu'il soit considéré comme le fondateur du bouddhisme japonais, on dit aussi que le prince respectait le shinto et ne visitait jamais les temples bouddhistes sans se rendre dans les sanctuaires shinto .
Il fait construire le temple Hōryū-ji dans la province de Yamato. Les documents conservés établissent que celui-ci  fut fondé par l'impératrice Suiko et par Shōtoku en 607. Les archéologues modernes auraient découvert les ruines de l'antique palais du prince , Ikaruga-no-miya, sur le site du temple.

 
On attribue à Shōtoku la première utilisation du nom Nihon, qui désigne aujourd'hui le Japon. Dans une lettre qu'il aurait écrite au nom de l'impératrice Suiko destinée à l'empereur chinois Yangdi, on peut lire :

« L'empereur du pays où le soleil se lève (nihon/hi iduru) envoie une lettre à l'empereur du pays où le soleil se couche. (Hi izuru no tokoro no tenshi. Hi bossuro no tokoro no tenshi ,. »

Il meurt le 8 avril 622. Il est inhumé auprès de son épouse dans un kofun du bourg de Taichi dans la province de Kawachi (actuelle préfecture d'Osaka). L'accès étant interdit, leur caveau a été reproduit au musée préfectoral Chikatsu Asuka,.

## Épouses et descendance
- Princesse Uji Kahitako no Miko, fille de l'empereur Bidatsu et de l'impératrice Nukatabe (impératrice Suiko).
- Kashiwade no Hokikimi no Iratsume, fille de Kashiwade no Katabuko no Omi, mère de : 
  - princesse Tsukishine-hime no Miko, mariée à son demi-frère le prince Yamashiro no Ōe ;
  - prince Hatsuse no Miko ;
  - princesse Kuhata no Miko ;
  - princesse Hatori no Miko ;
  - prince Sakikusa no Miko ;
  - prince Itoshiko no Miko ;
  - prince Maroko no Miko ;
  - princesse Umajako no Miko ;
- Soga Tojiko no Iratsume, fille de Soga no Umako, mère de : 
  - prince Yamashiro no Ōe no Miko (supposément assassiné en 643 par son cousin, Soga no Iruka) marié à sa demi-sœur Tsukishine-hime no Miko, dont il eut : 
    - prince Naniwa no Maroko no Miko ;
    - prince Maroko no Miko ;
    - prince Yuge no Miko ;
    - princesse Sasa no Miko ;
    - princesse Mishima no Miko ;
    - prince Koka no Miko ;
    - prince Ohari no Miko ;

  - prince Takara no Miko ;
  - prince Hiki no Miko ;
  - princesse Kataoka no Oka ;
- Inabe no Tachibana no Miko, fille de Ohari no Miko, mère de : 
  - prince Shirakabe no Miko ;
  - princesse Teshima no Miko ;
  - princesse Pataute no Miko ;
  - prince Toyosatomimi no Miko[b].

## Noms et titres
Le nom de naissance de Shōtoku est Umayado no ōji  厩戸皇子, littéralement :  Le prince de la porte des étables (car il est dit être né en face d'une étable). Il est également désigné par plusieurs noms : Toyosatomimi (豊聡耳) ou Kamitsumiyaō (上宮王);  Kamitsumiya no Umayado no Toyosatomimi no Mikoto (上宮之厩戸豊聡耳命)  dans le Kojiki; Umayado no ōji, 豊耳聡聖徳, 豊聡耳法大王 ou encore Hossu-ō 法主王 dans le Nihon shoki.[réf. souhaitée]
Les écrits les plus anciens dans lequel apparaît l'appellation «prince Shōtoku Taishi » (littéralement : Le prince vertueux et avisé) sont le Kojiki, (Chronique des faits anciens) (712), et le Nihon shoki (Chroniques du Japon) (720). Ceux-ci ayant été rédigés près d’un siècle après sa mort, sa biographie n’est pas très documentée.
Son nom est également mentionné dans le Kaifūsō, un recueil de poèmes un peu plus tardif (751), ainsi que dans de nombreux textes des époques Heian (794-1185) et Kamakura (1185-1333).

## Culte et légendes autour de Shōtoku Taishi

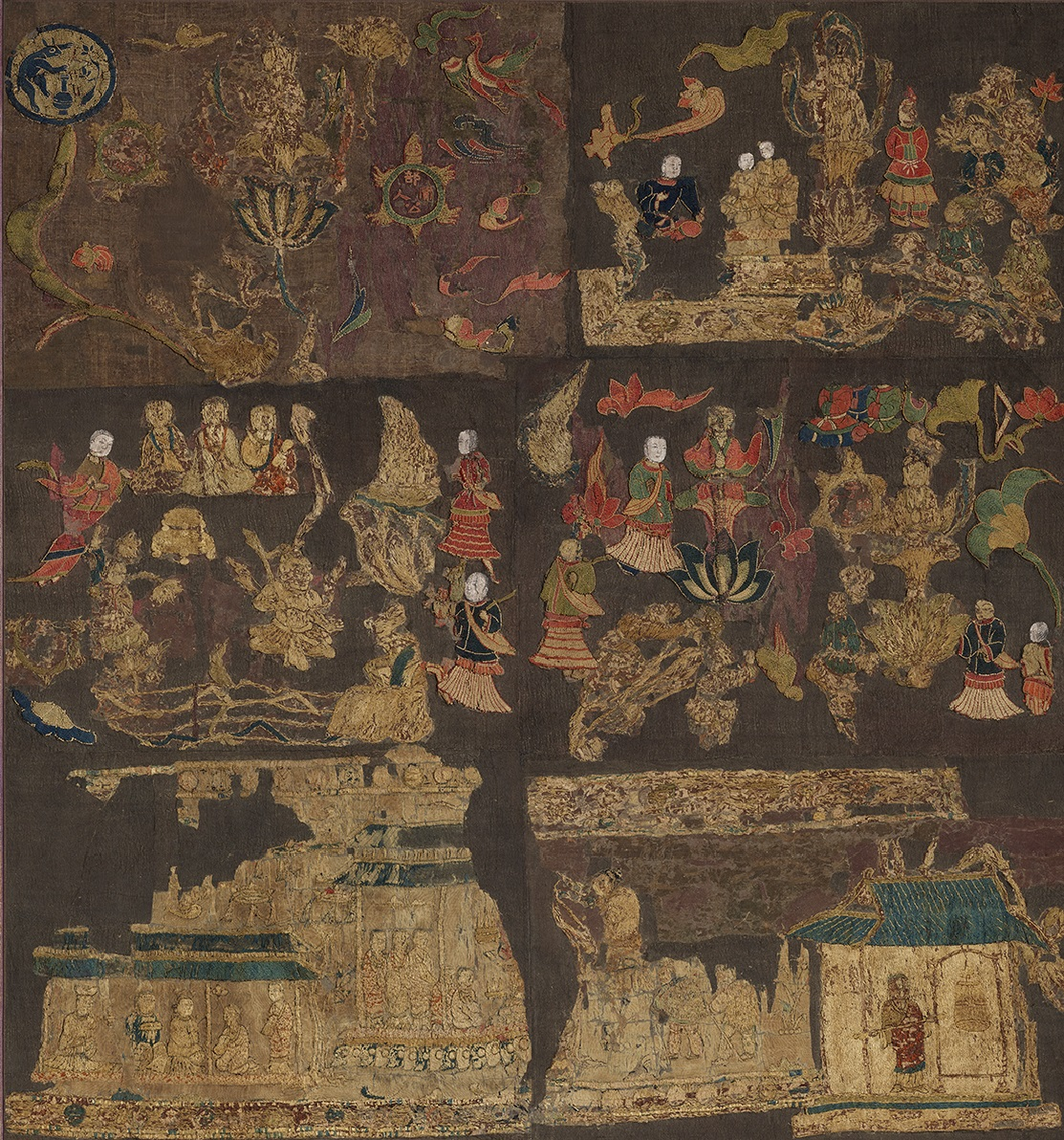
Tenjukoku Shūchō Mandala, réplique réalisée au XIIIe siècle à partir de la broderie originale du VIe siècle, faite à la demande de l'impératrice Suiko et de Inabe, veuve de Shōtoku Taishi, après la mort de celui-ci en 622, fragments,, temple Chūgū-ji, préfecture de Nara, Japon.

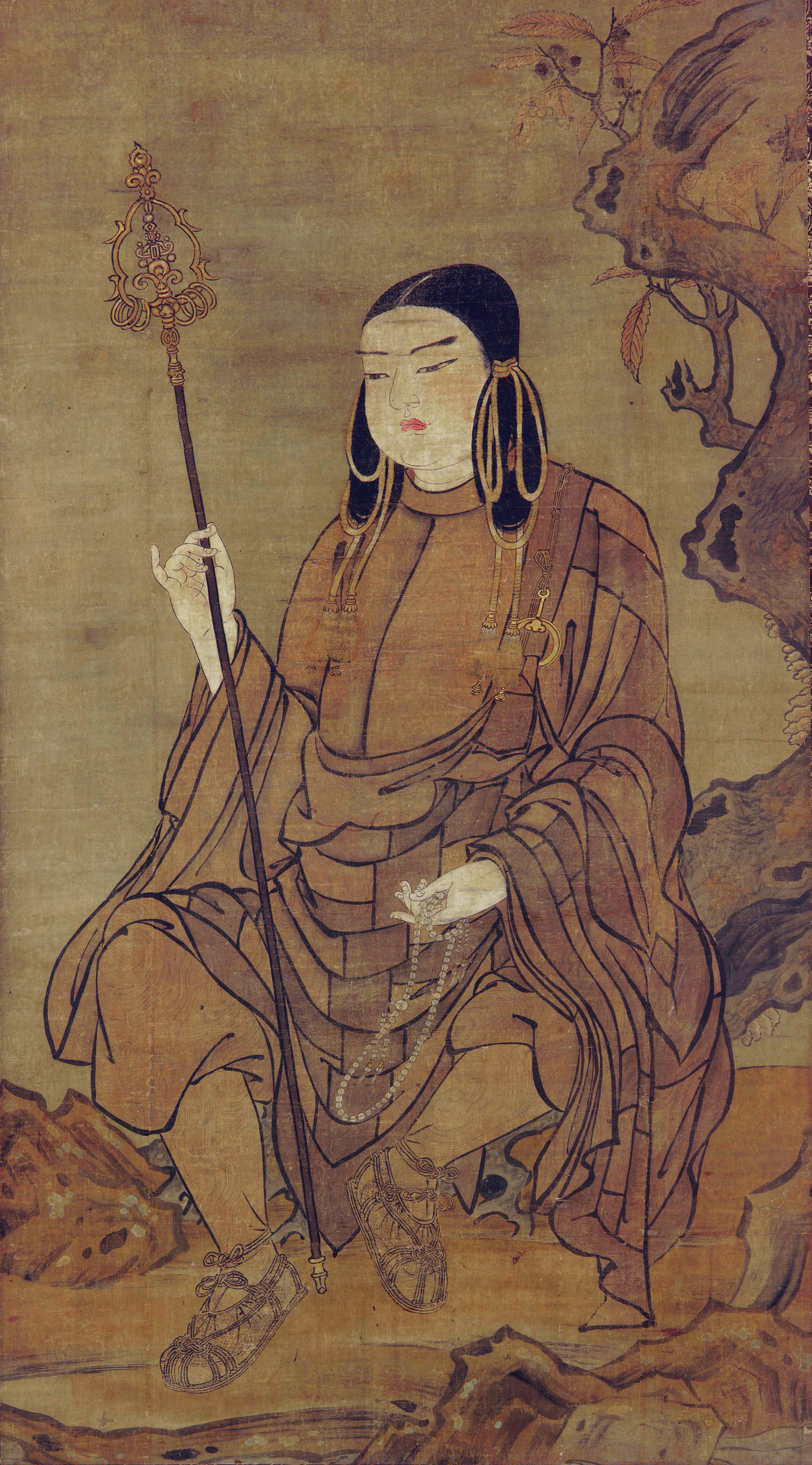
Le prince Shotoku à l'âge de 14 ans, en pèlerin bouddhiste, XIVe siècle, rouleau peint sur soie, Époque de Muromachi, Freer Gallery of Art, Washington D.C., États-Unis.

### Culte de  Shōtoku Taishi
Les historiens pensent que le culte de Shōtoku a commencé  à se développer  à partir de l’époque de Nara (710-794). .
Parmi les artéfacts et œuvres d'art qui lui sont associées, il y a les deux épées sacrées considérées comme trésors nationaux, connues sous l'appellation «Heishishōrinken» et «Shichiseiken», qui figurent sur plusieurs représentations peintes du prince.
La plus ancienne broderie du Japon, connue sous le nom de Tenjukoku Shūchō Mandala (en)  天寿国繍帳曼荼羅 (Mandala de la Vie éternelle dans les Cieux) a été réalisée  à la demande de sa veuve  Inabe et de l'impératrice Suiko qui pleuraient sa disparition (voir illustration ci-contre).
La mystérieuse statue du bouddha caché (ou secret) , Hibutsu (en) 秘仏, dans le Hall des Rêves, Yumedono 夢殿 , du temple Hōryū-ji, Guze Kannon 救世観音, est une représentation du prince Shōtoku. Elle aurait été réalisée peu après sa mort.[réf. souhaitée]
Pendant toute la période féodale (1185-1868), le culte autour de l'image  du prince ne cesse de se développer. En tant que personnage historique il est le plus représenté dans l'art japonais après Kobo Daishi , le fondateur de l'école bouddhique Shingon.
Le prince aussi appelé le « Bouddha du Japon », et ce, depuis une époque remontant à moins d'un siècle après son décès. Autre point commun avec Çakyamuni, il est aussi désigné par le titre de Dharmaraja (en) (Roi du Dharma). Certaines sources [Lesquelles ?] le considèrent comme étant la réincarnation de la bodhisattva féminine Kannon (à l'instar du dalaï-lama), de Bodhidharma ou encore du Bouddha historique.[réf. souhaitée]
Des religieux et des écoles bouddhiques considèrent Shōtoku comme leur saint protecteur, tels les moines Shinran et Nichiren, ou encore l’école Tendai.
La secte classique Taishi-ryū Shintō (太子流神道), dont Shōtoku serait le fondateur, est un syncrétisme de:  shintoïsme, bouddhisme, confucianisme, bouddhisme ésotérique Mikkyō, de taoïsme (et peut-être aussi de Keikyō, une antique forme sino-japonaise de nestorianisme, dont le mihashira torii triangulaire serait un des vestiges). Le prince semble en outre être intégré dans un culte rendu à Tsukuyomi, dieu de la Lune et dieu d'immortalité (deux concepts ayant leur place dans une secte ésotérique).
Parmi les œuvres postérieures conçues pour l'adoration de Shōtoku Taishi, on distingue quatre grandes catégories. Il est représenté:
- chantant des Mantra (南無仏太子像, Nanbutsu Taishizō);
- faisant acte de piété filiale (孝養太子像, Kōyō Taishizō);
- prêchant les sûtra (講賛太子像, Kōsan Taishizō);
- enfin en prince Régent (摂政太子像, Sesshō Taishizō), dont fait partie le plus ancien portrait connu de Shōtoku, celui où il est accompagné de deux pages, dont l'un est probablement son fils, le prince Yamashiro ,.
Mais le culte de Shōtoku Taishi a grandement diminué en intensité depuis le début de l'époque moderne, marquée par l'avènement de l'ère Meiji (1868-1912). Sa dernière représentation officielle a été sur les billets de banque de 5000 et 10 000 yens la fin du XXe siècle (voir illustrations ci-dessous).
Le «coup de grâce», si l’on peut dire, sur le chemin de la désacralisation du prince, été porté par une série animée humoristique japonaise, au début des années 2000. Shōtoku y est   représenté en des termes peu flatteurs, loin des critères de l’hagiographie Gag Manga Biyori (en), début des années 2000
Enfin, quelques historiens [Lesquels ?] doutent de l’existence de Shōtoku [réf. nécessaire], malgré l’abondance de preuves matérielles qui font partie des trésors nationaux japonais.

### Légendes
- Ainsi que cela a été précisé précédemment[e], le nom de naissance de Shōtoku est Umayado no ōji  厩戸皇子, qui signifie  Le prince de la porte des étables (étant dit être né en face d'une étable)[3].

Concernant la version de l’étable, il est dit que sa mère, passant à proximité, fut pénétrée par la grâce des bouddhas et accoucha spontanément sans douleurs, sur le lieu même où, ultérieurement, sera construit le temple de Tachibana-dera (en) (橘寺). Mais cette  anecdote suscite la perplexité de certains historiens [Lesquels ?] qui émettent plusieurs hypothèses, comme :
-  la mère du prince était en déplacement hors du palais le jour de l'accouchement;
-  des troubles politiques à la Cour l'avaient contrainte de quitter la résidence royale.[réf. souhaitée]
L'historien japonais Kanzawa Teikan (1710-1795), époque d'Edo, écrit dans son ouvrage Okinagusa, quelle dut accoucher hors du palais car il y avait un incendie ce jour-là. La ferveur religieuse, quant à elle, a conduit les fidèles à comparer la naissance de Shōtoku à celle du Bouddha historique -lui aussi né loin du palais royal- convaincus que l'impératrice Anahobe était imprégnée de la puissance mystique de Kannon (voire de  celle des immortels taoïstes), ce qui expliquerait les pouvoirs surhumains du prince.[réf. souhaitée]
- Le prince était un enfant prodige, capable de parler dès la naissance, de lire et écrire dès la petite enfance (d’où son prestige  et son influence à la Cour, car la plupart des nobles et aristocrates japonais de l'époque étaient illettrés). Son intelligence était si vive et ses connaissances si vastes, qu’ il pouvait répondre à dix personnes à la fois, aux questions que celles-ci avaient simultanément formulées. Il comprenait tout et proposait à chacun une réponse adéquate[18].
- Enfant préféré de son père, l'empereur Yōmei, lui avait réservé une partie spéciale du palais appelée Jōgū(上宮) (le palais supérieur).[réf. souhaitée]. À l’âge de treize ans, son père étant mourant, Shōtoku pria si fort pour qu'il guérisse, que celui-ci fut le premier empereur du Japon à se convertir au bouddhisme[réf. souhaitée], ,[f].
- À quinze ans, il invoqua les shitennō (四天王), afin de terrasser l'armée de guerriers vétérans du «traître» Mononobe no Moriya.[réf. nécessaire]

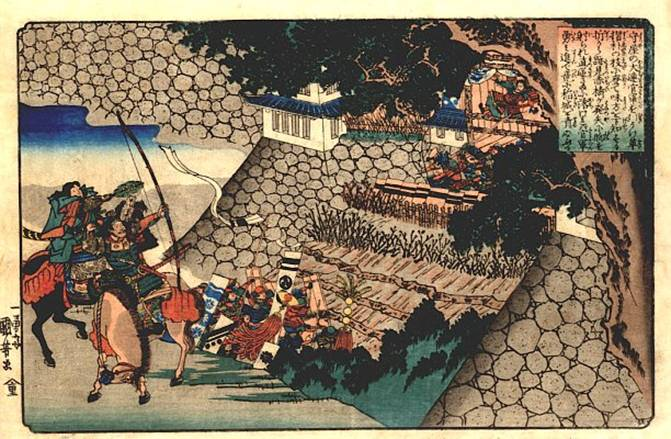
Shōtoku dirige l'assaut du château de Mononobe no Moriya (estampe de Kuniyoshi, 1840)

- Un jour, l'impératrice Suiko lui demanda de faire un sermon sur les sutra, et elle en fut si satisfaite qu'elle le récompensa en lui donnant 100 chō de fief privé. Mais celui-ci en fit aussitôt don au temple Shi Tennō-ji.[réf. souhaitée]
- Il serait le tout premier écrivain japonais et aurait rédigé les Sangyō Gisho, Tennōki, Kokki et Shitennō-ji engi (présenté comme étant une autobiographie), la Constitution en 17 articles et bien d'autres textes[5].
- Il comprenait le bouddhisme mieux que personne, y compris ses aînés et ses mentors, et c'est grâce à lui que les Japonais ont commencé  à s'y intéresser, puis à l'étudier. Il avait une monture nommée Kurokoma黒駒 (cheval noir), qui était capable de voler dans les airs (sans ailes, contrairement au  Pégase grec). Il était si rapide et endurant qu'il pouvait parcourir le pays pendant trois jours sans se reposer, afin de répandre le dharma (et ce, bien que selon un proverbe japonais: « on ne peut pas enseigner le bouddhisme avec un cheval[citation nécessaire] »). Il aurait même conduit le prince au sommet du Mont Fuji, tout comme l'aurait également fait un dragon volant.[réf. souhaitée]

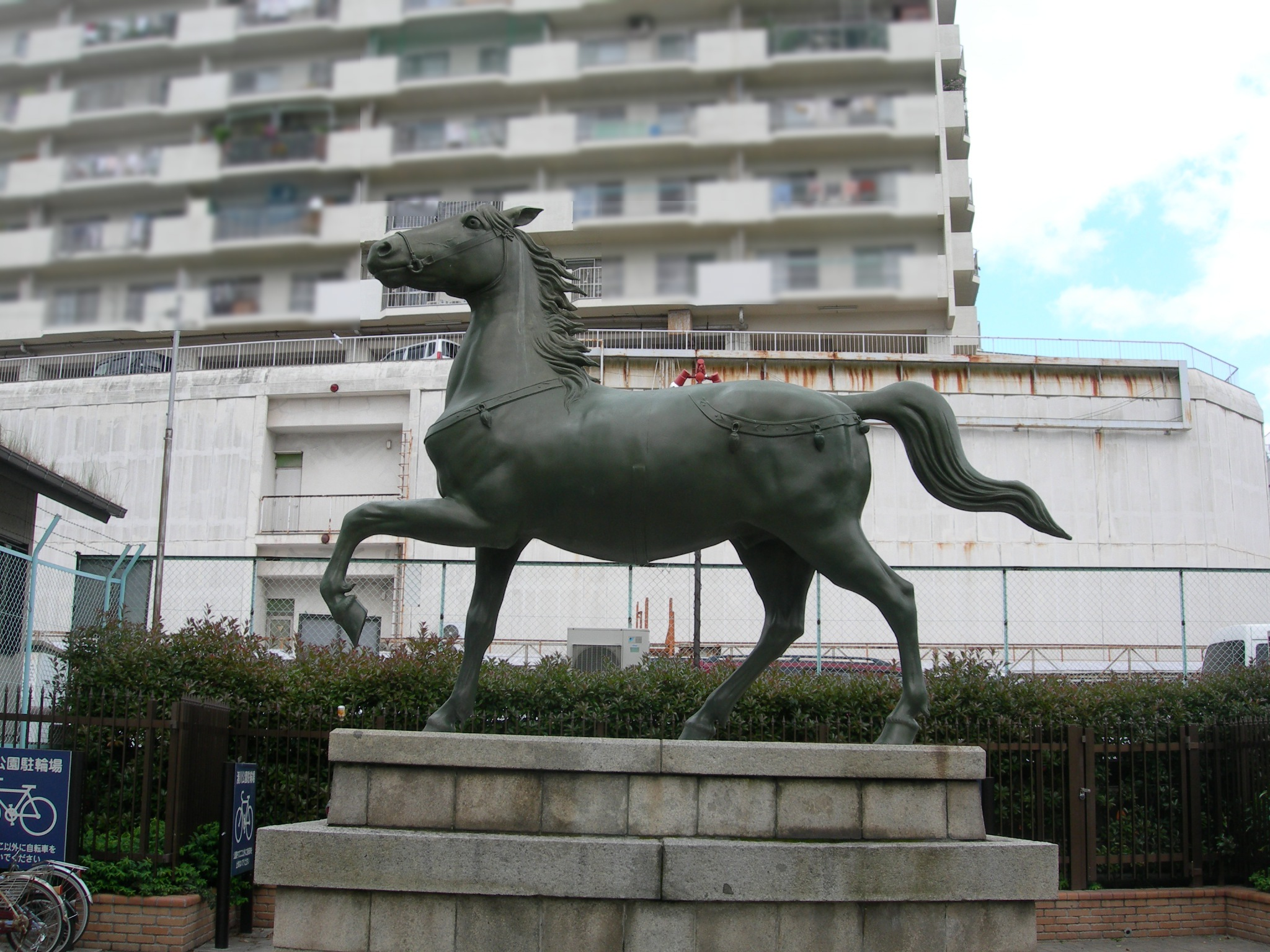
Statue du cheval du prince Shōtoku (Kobe) ; la partie de la statue représentant le prince a été détruite lors du séisme de 1995.

- Un jour qu'il méditait au Yumedono (La salle des rêves) son âme sortit de son corps[g]  et vola par-dessus terre et mer jusqu'en Chine d'où elle ramena le Sutra du Lotus[réf. nécessaire]. Sur l'emplacement où ce phénomène est dit s'être produit, une statue de la bodhisattva féminine Kannon a été érigée[réf. souhaitée]

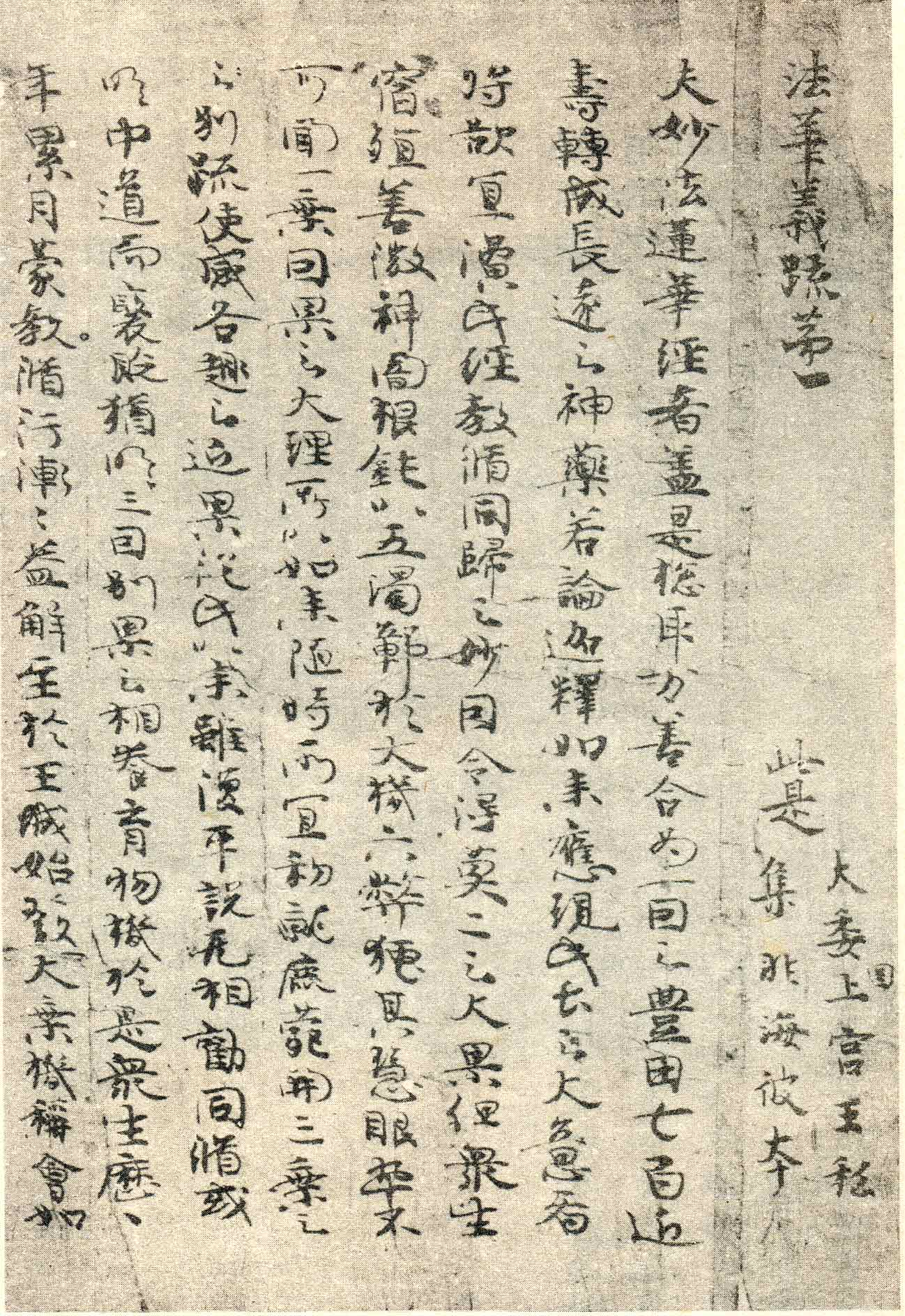
Sutra du Lotus, qui aurait été recopié par Shōtoku. Propriété de la Maison impériale du Japon.

- Des documents mentionnent un Taishi-ryū Kyūjutsu 太子流弓術 (tir  à l’arc de Taishi), dont il  serait le créateur, ce qui ferait de lui tout à la fois le premier artiste martial  japonais et le fondateur du premier style d'archerie nippon, cinq siècles avant le style Henmi-ryū , et sept siècles avant le Nen-ryū, l'un des plus anciens koryū bujutsu (古流武術) encore pratiqués de nos jours. [réf. nécessaire]
- L'un des instructeurs de Shōtoku, le moine Hyeja, considérait son disciple le Grand Prince Kamitsumiya  comme un saint (聖, hijiri?) et son décès comme une punition divine, si bien qu'il fit la promesse de le rejoindre dans le Paradis de la Terre pure au même jour de l'année suivante, soit le 22 février 623. Hyeja tint sa promesse, et mourut le jour prévu[19].
- Dans le Nihon shoki, il est écrit que le prince rencontra Bodhidharma, déguisé en mendiant famélique. Bien que celui-ci ne lui ait pas dit comment il s’appelait, Shotoku, sentant qu'il ne s'agissait pas d'un homme ordinaire, lui récita un poème sur la misère et la solitude des hommes :

« Las !
Pour le nécessiteux gisant
Et le famélique en quête de riz
Sur la colline de Kataoka (l'ensoleillée)  
Êtes-vous donc sans le secours de vos parents ? 
Êtes-vous donc sans le secours d'un seigneur
Fleurissant (prospérant) comme le bambou ? 
Las !
Pour le nécessiteux gisant
Et le famélique en quête de riz.,. »

 
Ensuite, il lui fit plusieurs dons: de la nourriture et une pièce de tissu (le surplis pourpre avec lequel il officiait à la Cour). Mais le mendiant mourut le lendemain. Le prince le fit enterrer. Peu de temps après, saisit par le doute, il demanda l'exhumation du corps, mais celui-ci avait miraculeusement disparu. Ne fut retrouvé que son surplis pourpre, soigneusement plié. Shōtoku le récupéra et le porta de nouveau, comme auparavant. Le peuple commenta l'évènement en disant : 

« Ô combien est il vrai qu'un Sage reconnaît un autre Sage! »

 Le mystérieux mendiant fut dès lors identifié à Bodhidharma, le fondateur du zen,.
 
- Shōtoku  était dit posséder des capacités surhumaines, à commencer par sa taille extraordinaire de 1,85 m, à une époque où la taille moyenne des Japonais ne dépassait pas 1,60 m, voire moins pour les femmes (une légende chinoise similaire prétend que Confucius) mesurait 2 m, et associe sa taille à son don de prophétie. Le manga de Ryōko Yamagishi, Hi Izuru Tokoro no Tenshi, présente également Shōtoku comme étant doué de pouvoirs psychiques.[réf. souhaitée]
- Shōtoku aurait prédit que son texte Mirai-ki  serait retrouvé 430 ans après sa mort (survenue en 622). En 1054, soit 432 ans plus tard, une boîte en pierre fut excavée sur le site du temple Hōryū-ji à  Ikaruga, contenant un texte intitulé Nihonkoku mirai-ki 日本国未来記 (Journal de l'avenir du Japon)[réf. souhaitée],[h]. Certains historiens[Lesquels ?] pensent qu'il s'agit en fait d'un apocryphe datant de l'époque Kamakura (1185-1333).[réf. souhaitée]

Ce texte est mentionné dans le Taiheiki, dans lequel le héros national Kusunoki Masashige, supplie un moine à l'âge vénérable de bien vouloir lui montrer le rouleau traitant de cette époque. Le moine résume brièvement les œuvres du prince Shōtoku, traitant d'abord des empereurs du passé. Puis il cite un autre ouvrage, le Nihon ryōiki , où il est question des empereurs du futur (à partir de l'impératrice Jitō) et des périodes de guerre et de paix que traversera le Japon. Il ajouta, s'adressant particulièrement à Masashige, avant de lui montrer le rouleau:

« Il n'est point aisé pour les yeux des hommes mortels de le contempler, mais à vous seul dans le plus grand secret je le révèlerai. (il remet le texte à Masashige qui lit):
Au cours du règne du 95e Empereur mortel, la violence augmentera dans la nation, la détresse affligera le souverain. En ces jours, le poisson émergera pour engloutir les quatre mers. Trois cent soixante-dix jours après que le soleil aura disparu dans les cieux d'Occident, les oiseaux de l'Ouest viendront pour dévorer les poissons de l'Est, puis pour trois ans, l'État sera unifié. Après quoi, un homme viendra qui tel un primate, gâtera la nation; mais après trente années supplémentaires, le mal aura passé et la situation sera redevenue ce qu'elle était avant. »

 
Le Taiheiki poursuit en narrant l'interprétation que Masashige fait de la prophétie, puis le narrateur adresse des louanges au prince Shōtoku : 

« Maintenant que nous pouvons considérer les choses du passé avec le point de vue du présent, nous savons ô combien les dires de Masashige étaient vraies. Vraiment, ce livre fut l'œuvre d'un bouddha vivant, esprit visionnaire sur les choses à venir, prophétie merveilleuse révélant avec fidélité les évènements futurs aux générations futures! »

Masashige présente ensuite un magnifique tachi orné d'or en offrande, et presse le moine de remettre l'ouvrage prophétique au secret.
 
- Une autre légende (rarement mentionnée à l'époque moderne) prétend même que le prince Shōtoku inventa les sushi.[réf. nécessaire]

## Postérité
- Monnaie

Deux billets de banque à l'effigie de Shōtoku ont été mis en circulation par la Banque du Japon:
- 5 000 yens, du 1er octobre 1957 4 janvier 1986:
- 10 000 yens, du 1er décembre 1958 au 4 janvier 1986:
- Jeux vidéo

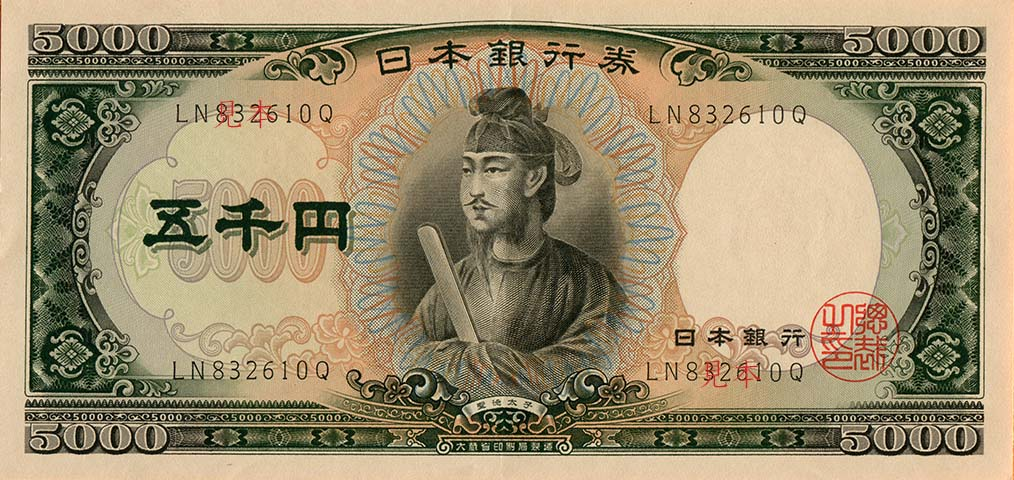
Billet de 5000 yens, en circulation de 1957 à 1986.

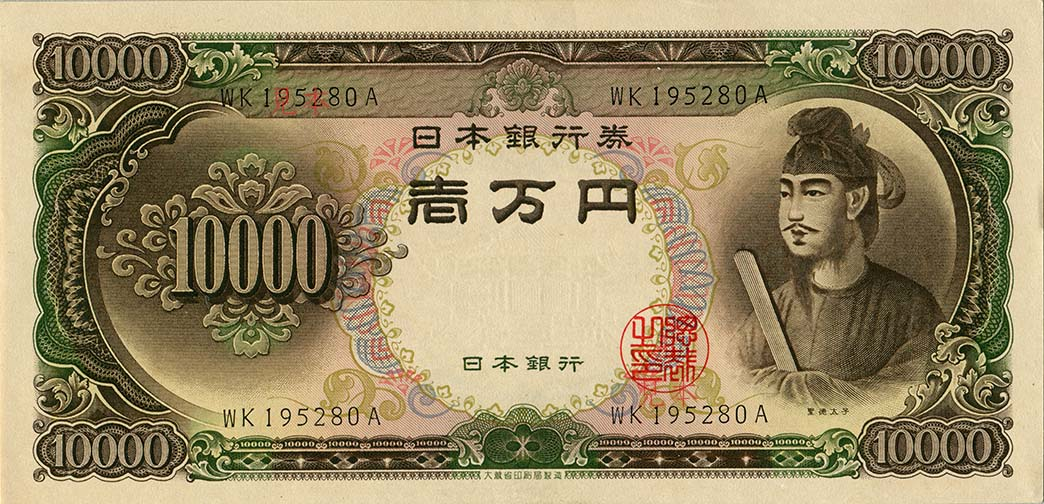
Billet de 10000 yens, en circulation de 1958 à 1986.

Dans la série de jeux vidéo Touhou Project, un personnage féminin se nomme Toyosatomimi no Miko, dont plusieurs traits de caractère semblent avoir été empruntés au prince Shōtoku.

## Galerie

### Œuvres peintes ou dessinées
Les représentations du prince Shōtoku sont nombreuses, en plus de celles déjà mentionnées.

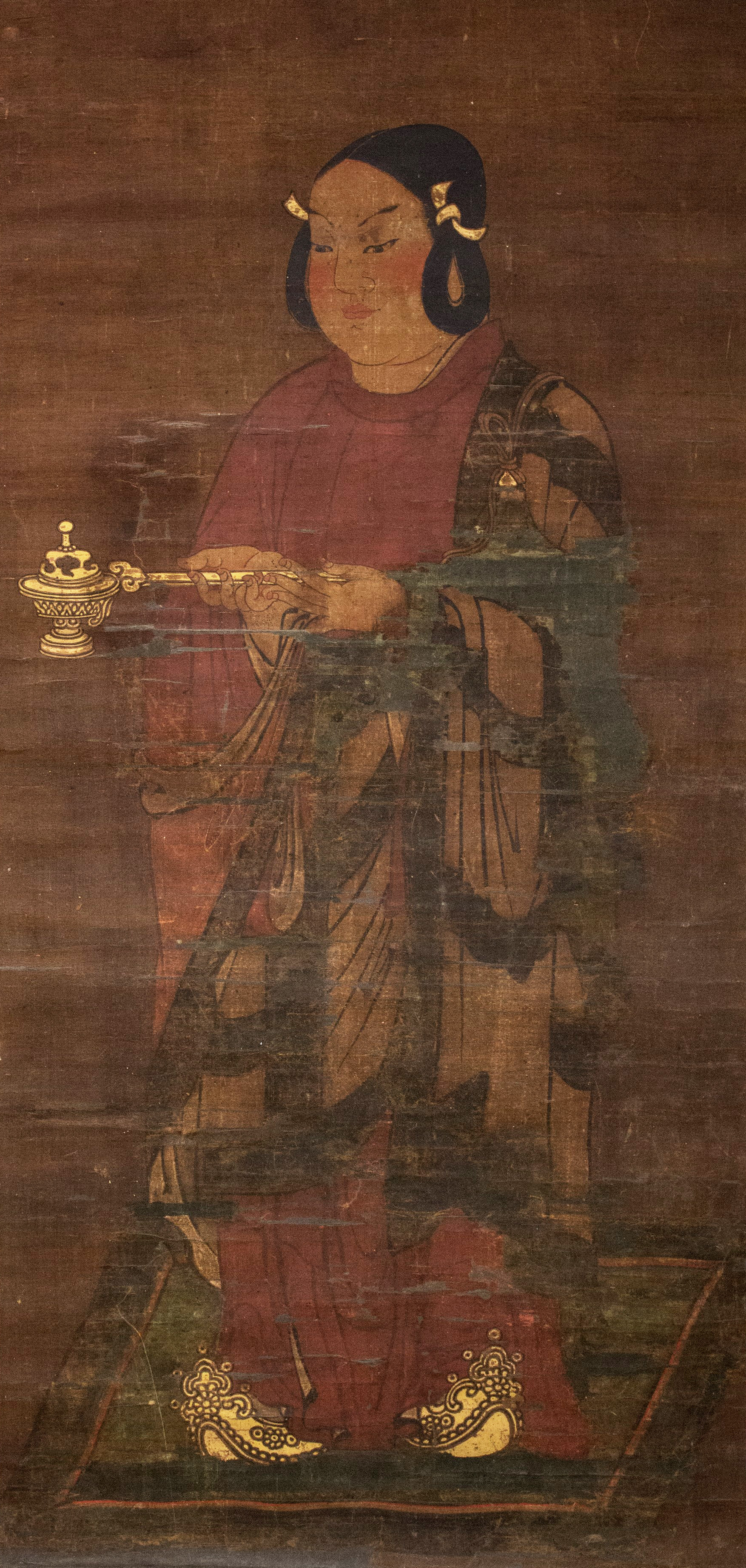
Toba Sōjō. Shōtoku à seize ans, XIIe siècle, époque Nanboku-chō, encre, couleur et or sur soie, 82,6 × 52,2 cm, Metropolitan Museum of Art, New York.
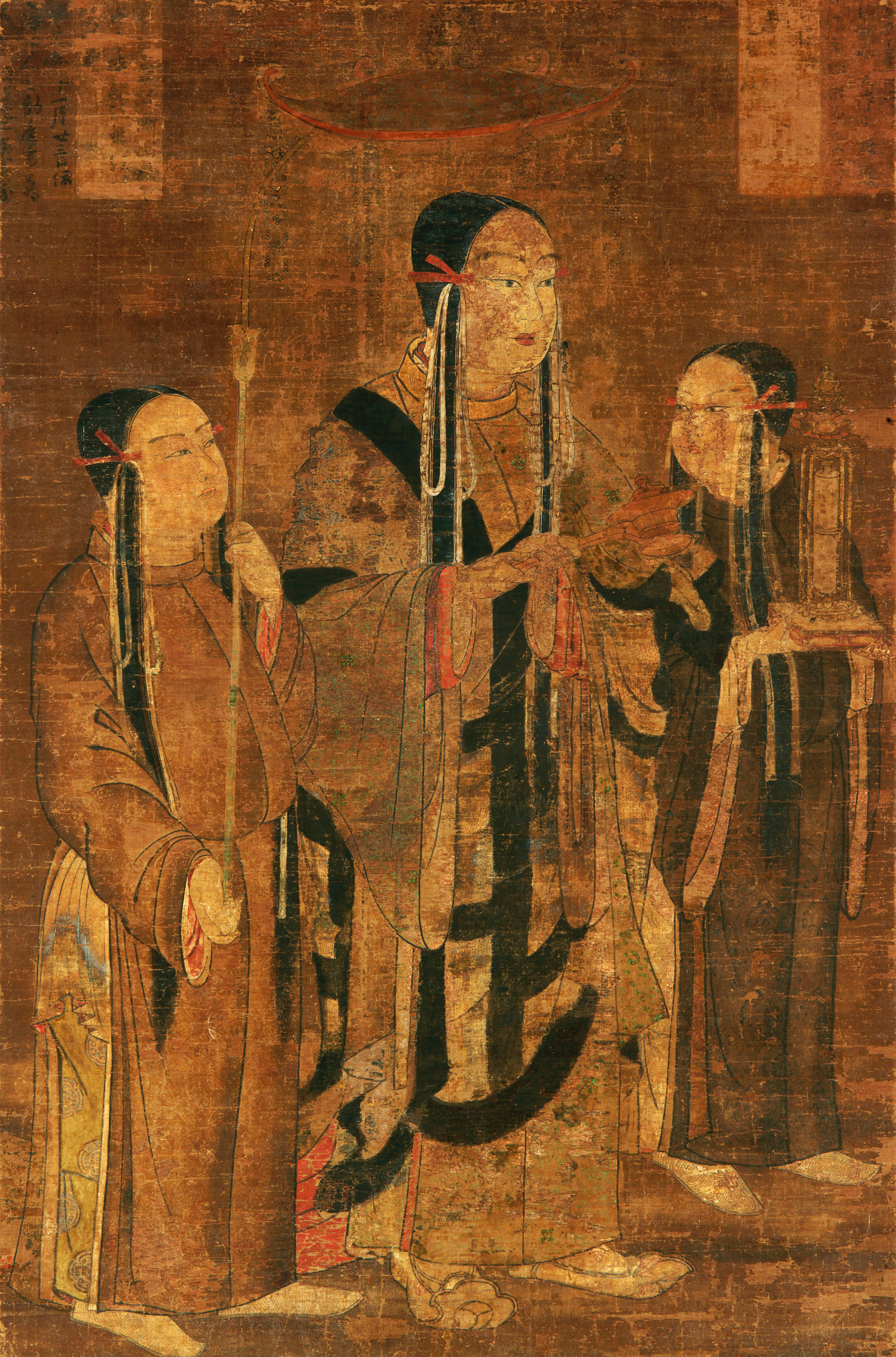
Shotoku avec deux assistants, XIIIe siècle, époque de Kamakura, peinture sur soie, Freer Gallery of Art, Washington D.C., États-Unis.
Auteur anonyme. Biographie illustrée du prince Shōtoku , six rouleaux peints sur soie, XIVe ou XVe siècle, époque de Muromachi, 2e rouleau représentant la fondation du temple Rokkaku-dō à Kyoto.
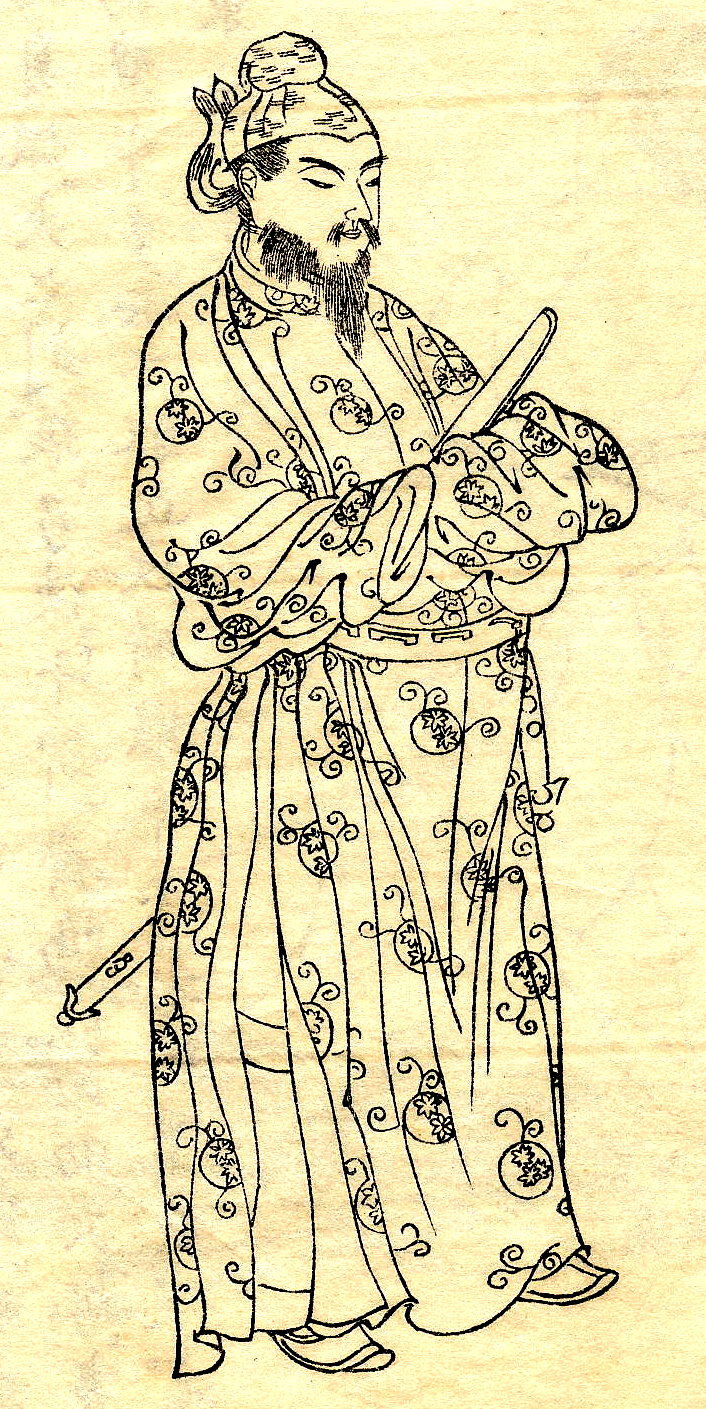
Kikuchi Yōsai. Shōtoku Taishi, XIXe siècle, fin de l'époque d'Edo, dessin à l'encre sur soie.

### Sculpture
Quelques représentations de Shōtoku Taishi à travers les siècles.

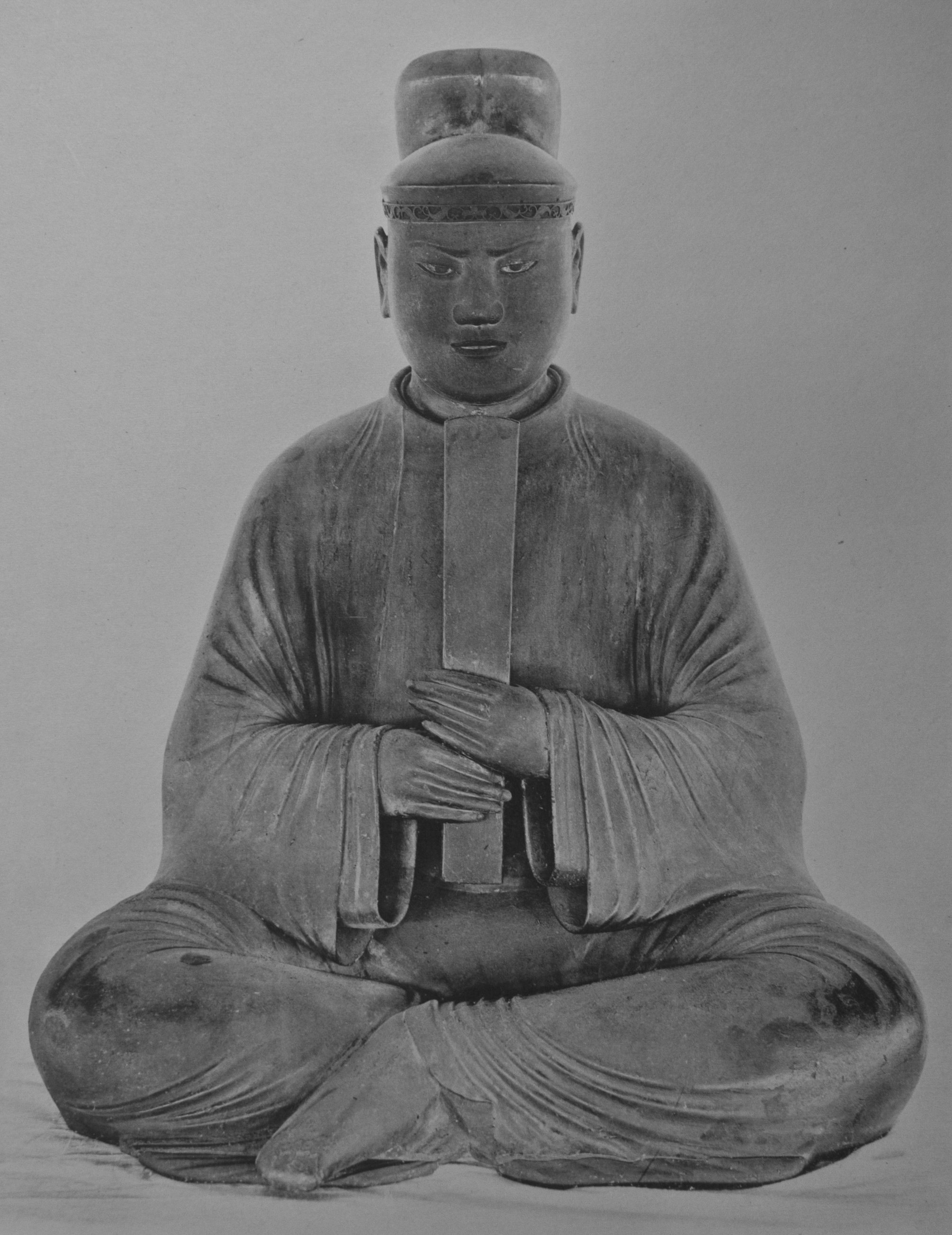
Le prince Shōtoku assis, XIIe siècle, époque de Heian, bois coloré et découpe de feuille d'or sur bois, hauteur: 84,2 cm, temple Hōryū-ji, Ikaruga, préfecture de Nara, temple   Hōryū-ji[i].
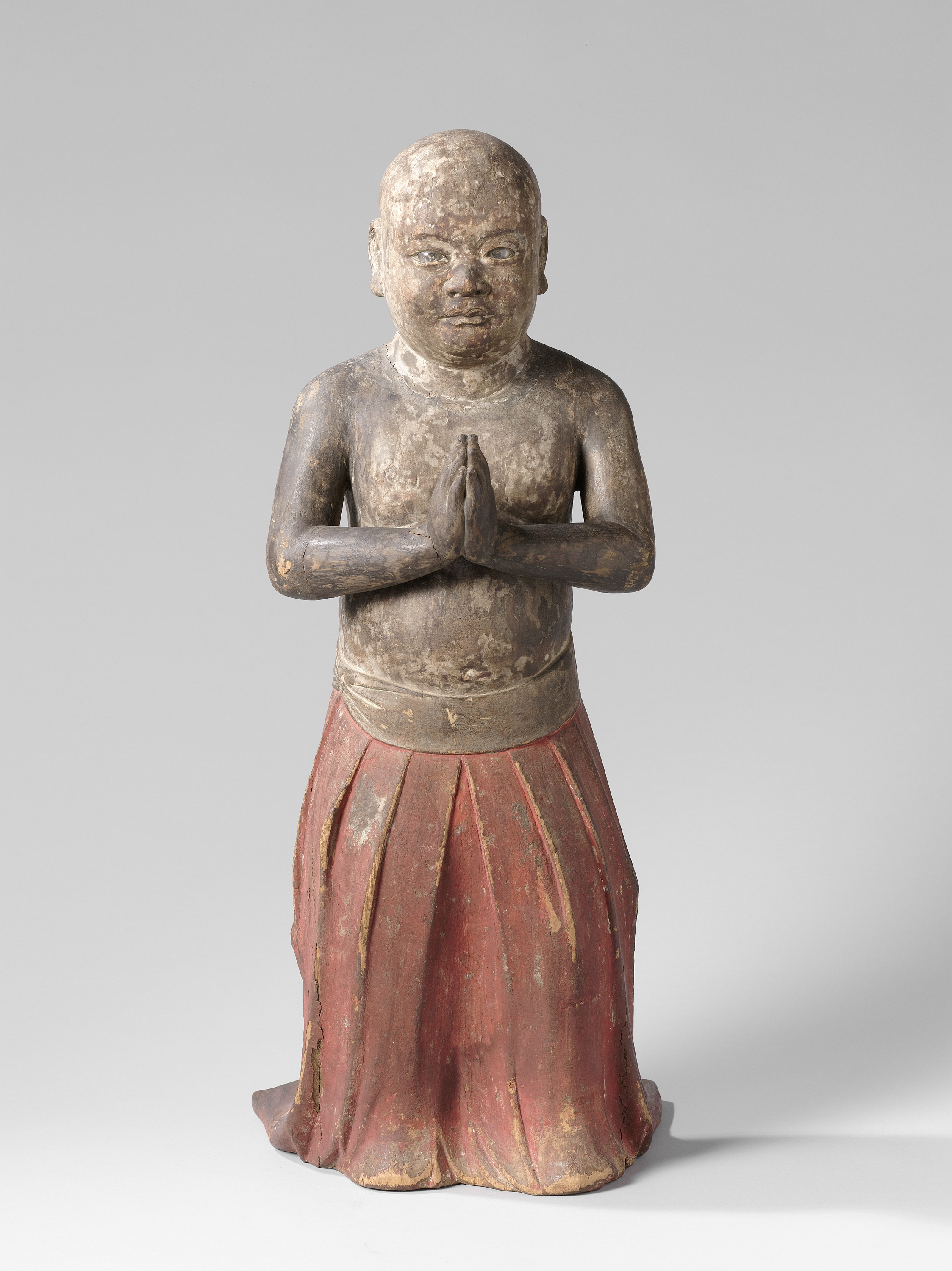
Shōtoku enfant, debout, les mains jointes en signe d'adoration. Il porte une robe rouge plissée, entre 1200 et 1350, bois sculpté peint, 74,5 × 32 × 40 cm, Rijksmuseum Amsterdam, Pays-Bas.
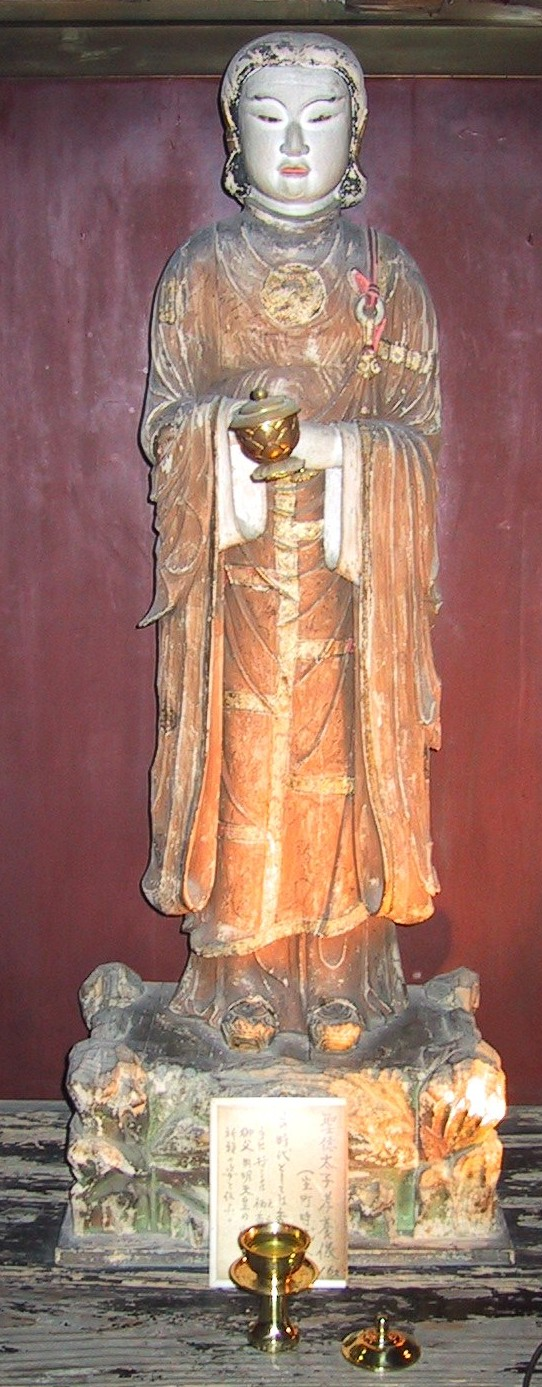
Shōtoku Taishi, XIVe – XVe siècle, Époque de Muromachi, bois peint sculpté, temple Asuka-dera, Asuka.
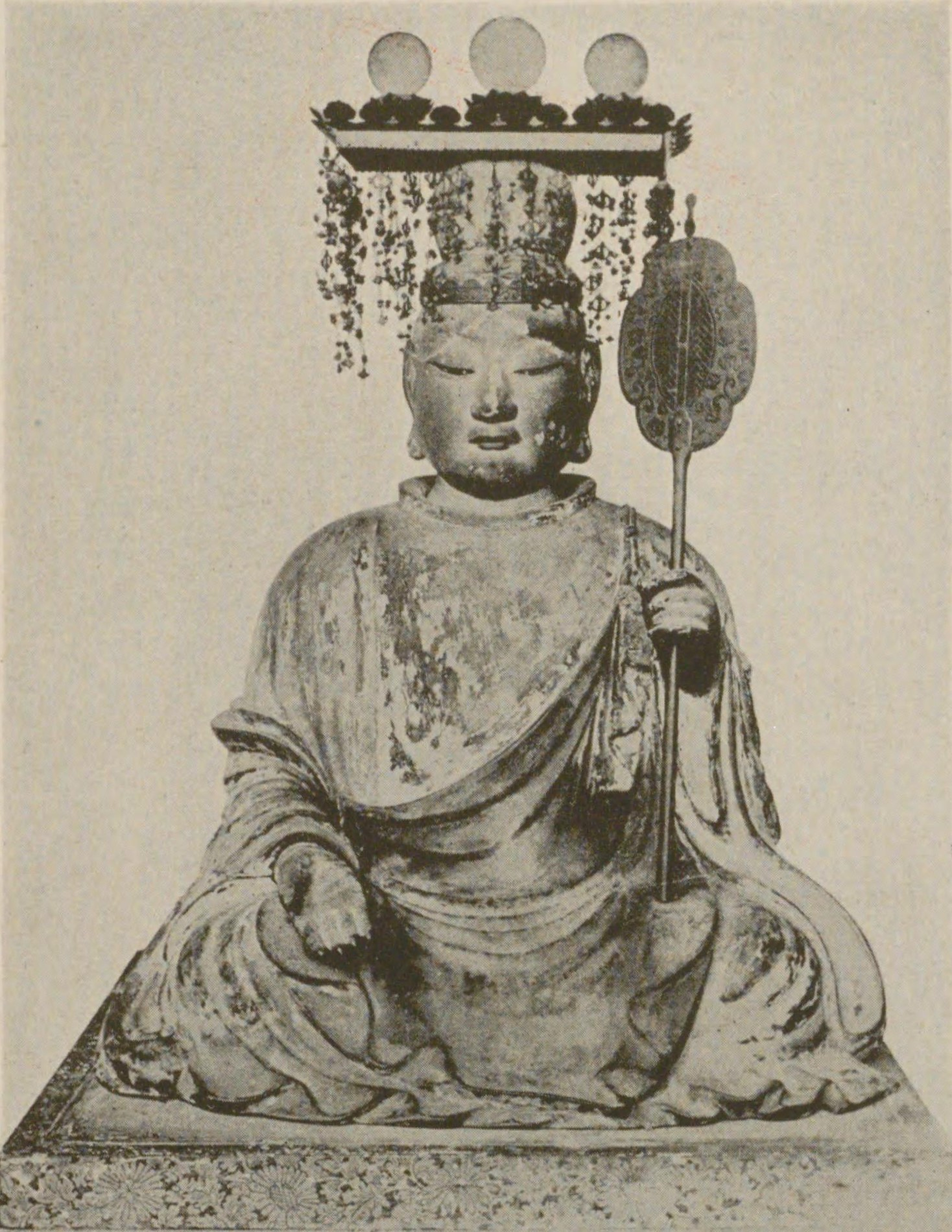
Statue représentant Shōtoku Taishi, 1515, temple Tachibana-dera (en), Asuka, préfecture de Nara, répertorié Bien culturel important du Japon.
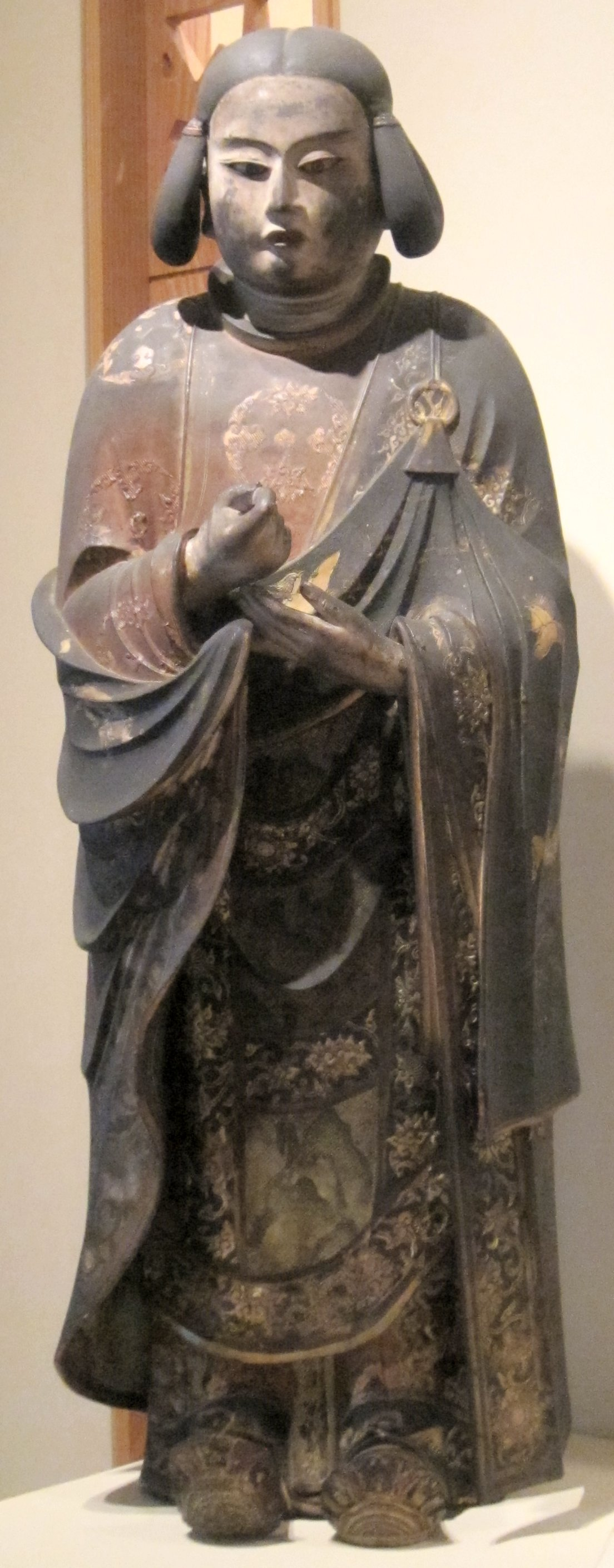
Shōtoku Taishi jeune homme, XVIIe siècle, époque d'Edo, sculpture en bois laqué, Honolulu Museum of Art, Hawaï, États-Unis.